# Byron Moreno
Byron Aldemar Moreno Ruales (ur. 23 listopada 1969) – były sędzia piłkarski z Ekwadoru. Prowadził między innymi mecz Mistrzostw świata 2002, gdzie podjął kilka bardzo kontrowersyjnych decyzji w meczu Koreańczyków z Włochami (2-1). Dopatrzył się spalonego, gdy Tommasi idealnie wyszedł do podania i był w sytuacji sam na sam z bramkarzem. Wyrzucił też z boiska Tottiego, uznając, że napastnik symulował, przewracając się w polu karnym. Włosi uznali decyzje arbitra za skandaliczne.
Spotkanie w lidze ekwadorskiej (derby pomiędzy Barcelona of Guayaquil a Liga de Quito), które przedłużył o 14 minut doprowadziło do jego zawieszenia. Po powrocie znowu popełnił błąd i zakończył karierę.
Moreno został aresztowany 2 września 2010 roku na lotnisku Johna F. Kennedy'ego w Nowym Jorku za próbę przeszmuglowania sześciu kilogramów heroiny, którą ukrył w swojej bieliźnie.